# Liste des titres musicaux numéro un en Autriche en 2002
Cette page liste les titres numéro un dans les meilleures ventes de disques en Autriche pour l'année 2002.

## Classement des singles
| №  | Date         | Artiste                           | Titre                         |
| -- | ------------ | --------------------------------- | ----------------------------- |
| 1  | 4 janvier    | Bro'Sis                           | I Believe                     |
| 2  | 11 janvier   | Bro'Sis                           | I Believe                     |
| 3  | 18 janvier   | Bro'Sis                           | I Believe                     |
| 4  | 25 janvier   | Bro'Sis                           | I Believe                     |
| 5  | 1er février  | Kate Winslet                      | What If                       |
| 6  | 8 février    | Nickelback                        | How You Remind Me             |
| 7  | 15 février   | Shakira                           | Whenever, Wherever            |
| 8  | 22 février   | Nickelback                        | How You Remind Me             |
| 9  | 1er mars     | Shakira                           | Whenever, Wherever            |
| 10 | 8 mars       | Shakira                           | Whenever, Wherever            |
| 11 | 15 mars      | Shakira                           | Whenever, Wherever            |
| 12 | 22 mars      | Shakira                           | Whenever, Wherever            |
| 13 | 29 mars      | Shakira                           | Whenever, Wherever            |
| 14 | 5 avril      | Shakira                           | Whenever, Wherever            |
| 15 | 12 avril     | Ben (de) feat. Gim                | Engel                         |
| 16 | 19 avril     | Ben (de) feat. Gim                | Engel                         |
| 17 | 26 avril     | Ben (de) feat. Gim                | Engel                         |
| 18 | 3 mai        | Mad'House                         | Like a Prayer                 |
| 19 | 10 mai       | Mad'House                         | Like a Prayer                 |
| 20 | 17 mai       | Mad'House                         | Like a Prayer                 |
| 21 | 24 mai       | Ronan Keating                     | If Tomorrow Never Comes       |
| 22 | 31 mai       | No Angels                         | Something About Us            |
| 23 | 7 juin       | Eminem                            | Without Me                    |
| 24 | 14 juin      | Eminem                            | Without Me                    |
| 25 | 21 juin      | Eminem                            | Without Me                    |
| 26 | 28 juin      | Eminem                            | Without Me                    |
| 27 | 5 juillet    | Eminem                            | Without Me                    |
| 28 | 12 juillet   | Shakira                           | Underneath Your Clothes       |
| 29 | 19 juillet   | Professor Kaiser feat. Mayerhofer | Was is mit du ?               |
| 30 | 26 juillet   | Professor Kaiser feat. Mayerhofer | Was is mit du ?               |
| 31 | 2 août       | Professor Kaiser feat. Mayerhofer | Was is mit du ?               |
| 32 | 9 août       | Eminem                            | Without Me                    |
| 33 | 16 août      | Eminem                            | Without Me                    |
| 34 | 23 août      | Eminem                            | Without Me                    |
| 35 | 30 août      | Herbert Grönemeyer                | Mensch                        |
| 36 | 6 septembre  | Herbert Grönemeyer                | Mensch                        |
| 37 | 13 septembre | Herbert Grönemeyer                | Mensch                        |
| 38 | 20 septembre | Herbert Grönemeyer                | Mensch                        |
| 39 | 27 septembre | Las Ketchup                       | Aserejé (The Ketchup Song)    |
| 40 | 4 octobre    | Las Ketchup                       | Aserejé (The Ketchup Song)    |
| 41 | 11 octobre   | Las Ketchup                       | Aserejé (The Ketchup Song)    |
| 42 | 18 octobre   | Las Ketchup                       | Aserejé (The Ketchup Song)    |
| 43 | 25 octobre   | Las Ketchup                       | Aserejé (The Ketchup Song)    |
| 44 | 1er novembre | Las Ketchup                       | Aserejé (The Ketchup Song)    |
| 45 | 8 novembre   | Las Ketchup                       | Aserejé (The Ketchup Song)    |
| 46 | 15 novembre  | Las Ketchup                       | Aserejé (The Ketchup Song)    |
| 47 | 22 novembre  | Las Ketchup                       | Aserejé (The Ketchup Song)    |
| 48 | 29 novembre  | Las Ketchup                       | Aserejé (The Ketchup Song)    |
| 19 | 6 décembre   | Las Ketchup                       | Aserejé (The Ketchup Song)    |
| 50 | 13 décembre  | Las Ketchup                       | Aserejé (The Ketchup Song)    |
| 51 | 19 décembre  | Gerd Show                         | Der Steuersong (Las Kanzlern) |
| 52 | 26 décembre  | Gerd Show                         | Der Steuersong (Las Kanzlern) |

## Classement des albums
| №  | Date         | Artiste                                                   | Titre                               |
| -- | ------------ | --------------------------------------------------------- | ----------------------------------- |
| 1  | 4 janvier    | Robbie Williams                                           | Swing When You're Winning           |
| 2  | 11 janvier   | Robbie Williams                                           | Swing When You're Winning           |
| 3  | 18 janvier   | Orchestre philharmonique de Vienne Direction: Seiji Ozawa | Neujahrskonzert 2002                |
| 4  | 25 janvier   | Orchestre philharmonique de Vienne Direction: Seiji Ozawa | Neujahrskonzert 2002                |
| 5  | 1er février  | Die Toten Hosen                                           | Auswärtsspiel                       |
| 6  | 8 février    | Bro'Sis                                                   | Never Forget (Where You Come From)  |
| 7  | 15 février   | Shakira                                                   | Laundry Service                     |
| 8  | 22 février   | Shakira                                                   | Laundry Service                     |
| 9  | 1er mars     | Nickelback                                                | Silver Side Up                      |
| 10 | 8 mars       | Alanis Morissette                                         | Under Rug Swept                     |
| 11 | 15 mars      | Shakira                                                   | Laundry Service                     |
| 12 | 22 mars      | Shakira                                                   | Laundry Service                     |
| 13 | 29 mars      | Shakira                                                   | Laundry Service                     |
| 14 | 5 avril      | Céline Dion                                               | A New Day Has Come                  |
| 15 | 12 avril     | Xavier Naidoo                                             | Zwischenspiel – Alles für den Herrn |
| 16 | 19 avril     | Xavier Naidoo                                             | Zwischenspiel – Alles für den Herrn |
| 17 | 26 avril     | Xavier Naidoo                                             | Zwischenspiel – Alles für den Herrn |
| 18 | 3 mai        | Céline Dion                                               | A New Day Has Come                  |
| 19 | 10 mai       | Céline Dion                                               | A New Day Has Come                  |
| 20 | 17 mai       | Céline Dion                                               | A New Day Has Come                  |
| 21 | 24 mai       | Moby                                                      | 18                                  |
| 22 | 31 mai       | Moby                                                      | 18                                  |
| 23 | 7 juin       | Eminem                                                    | The Eminem Show                     |
| 24 | 14 juin      | Eminem                                                    | The Eminem Show                     |
| 25 | 21 juin      | Eminem                                                    | The Eminem Show                     |
| 26 | 28 juin      | Eminem                                                    | The Eminem Show                     |
| 27 | 5 juillet    | Eminem                                                    | The Eminem Show                     |
| 28 | 12 juillet   | Eminem                                                    | The Eminem Show                     |
| 29 | 19 juillet   | Red Hot Chili Peppers                                     | By the Way                          |
| 30 | 26 juillet   | Red Hot Chili Peppers                                     | By the Way                          |
| 31 | 2 août       | Red Hot Chili Peppers                                     | By the Way                          |
| 32 | 9 août       | Red Hot Chili Peppers                                     | By the Way                          |
| 33 | 16 août      | Red Hot Chili Peppers                                     | By the Way                          |
| 34 | 23 août      | Helmut Lotti                                              | My Tribute To The King              |
| 35 | 30 août      | Helmut Lotti                                              | My Tribute To The King              |
| 36 | 6 septembre  | Helmut Lotti                                              | My Tribute To The King              |
| 37 | 13 septembre | Herbert Grönemeyer                                        | Mensch                              |
| 38 | 20 septembre | Herbert Grönemeyer                                        | Mensch                              |
| 39 | 27 septembre | Herbert Grönemeyer                                        | Mensch                              |
| 40 | 4 octobre    | Elvis Presley                                             | 30 #1 Hits                          |
| 41 | 11 octobre   | Elvis Presley                                             | 30 #1 Hits                          |
| 42 | 18 octobre   | Elvis Presley                                             | 30 #1 Hits                          |
| 43 | 25 octobre   | Elvis Presley                                             | 30 #1 Hits                          |
| 44 | 1er novembre | Herbert Grönemeyer                                        | Mensch                              |
| 45 | 8 novembre   | Nirvana                                                   | Nirvana                             |
| 46 | 15 novembre  | U2                                                        | The Best of 1990-2000               |
| 47 | 22 novembre  | U2                                                        | The Best of 1990-2000               |
| 48 | 29 novembre  | Robbie Williams                                           | Escapology                          |
| 19 | 6 décembre   | Kiddy Contest                                             | Kiddy Contest Vol. 8                |
| 50 | 13 décembre  | Kiddy Contest                                             | Kiddy Contest Vol. 8                |
| 51 | 19 décembre  | Robbie Williams                                           | Escapology                          |
| 52 | 26 décembre  | Robbie Williams                                           | Escapology                          |